# تیروکوویل
تیروکوویل (به لاتین: Thirukkovil) یک منطقهٔ مسکونی در سری‌لانکا است که در استان شرقی (سری‌لانکا) واقع شده‌است.